# Kangerluk
Kangerluk és un assentament de Groenlàndia situat a l'illa Disko que forma part del municipi de Qeqertalik. El 2020 tenia onze habitants. Es troba ben a l'interior del complex de fiords més gran de l'illa.